# ستیز (فیلم ۱۹۹۹)
ستیز (به هندی: Sangharsh) فیلمی محصول سال ۱۹۹۹ و به کارگردانی تانوجا چاندرا است. در این فیلم بازیگرانی همچون آکشی کومار، پریتی زینتا، اشوتوش رانا، امان ورما، آلیا بهات ایفای نقش کرده‌اند.